# 사가미노역
사가미노역(일본어: さがみ野駅)은 일본 가나가와현 에비나시에 위치한 사가미 철도 본선의 역이다. 역 번호는 SO16이다.
자마시, 아야세시와의 시 경계에 가깝다.

## 역 구조
상대식 승강장 2면 2선의 지상역이다. 교상 역사를 가진 두 승강장의 중앙에는 엘리베이터와 에스컬레이터(상행 전용)가 1대씩 설치되어 있다.
2008년에 안내 사인 시스템이 갱신되어 청색을 기조로 한 것이다.

### 승강장
| 번호 | 노선 | 방향 | 행선                                |
| ---- | ---- | ---- | ----------------------------------- |
| 1    | 본선 | 하행 | 에비나 방면                         |
| 2    | 본선 | 상행 | 야마토・후타마타가와・요코하마 방면 |

## 역 주변
- 사가미노 쇼핑 플라자 소테쓰 라이프(사가미노 라이프) - 기타구치와 직결된 역 빌딩
- 비바 몰 자마
- 코스트코 자마 창고점
  - 슈퍼 산와 자마 도하라점
  - 마쓰모토기요시 자마 도하라점
  - 야마다 전기 자마점
- 나카무라야 가나가와 공장
- 사가미 건강 센터
- 사가미노 중앙 병원
- 자마 경찰서 사가미노 역전 임시 파출소
- 자마 시 관공서 미나미 출장소
- 가시와가야 커뮤니티 센터
- 가시와가야 공원
- 사가미노 역전 우체국
- 요코하마 은행 사가미노 지점
- 요코하마 신용 금고 사가미노 지점

## 역사
- 1975년 8월 17일: 영업 개시.

## 인접역
| 사가미 철도 본선                | 사가미 철도 본선         | 사가미 철도 본선            |
| ------------------------------- | ------------------------ | --------------------------- |
| SO15 사가미오쓰카 요코하마 방면 | ■ 급행 ■ 쾌속 ■ 각역정차 | 가시와다이 SO17 에비나 방면 |